# Вільколек-Ґруєцький
Вільколек-Ґруєцький (пол. Wilkołek Grójecki) — село в Польщі, у гміні Злочев Серадзького повіту Лодзинського воєводства.
У 1975-1998 роках село належало до Серадзького воєводства.